# Eargasm
Eargasm je druhý Extended play českého skladatele vystupujícího s přezdívkou M4verick. Byl vydán v roce 2016 přes Soundcloud.
Hudební žánr tohoto alba je svérázný a těžce definovatelný. Mísí se zde prvky stylů Glitch, Electro House, Mooombahton, ale i orchestrální hudby.
M4verick v konverzaci na Soundcloudu prohlásil, že Eargasm EP byl pokusem demonstrovat české veřejnosti neomezené možnosti elektronické hudby, což je ale poměrně těžký úkol, protože lidé v Česku jsou v hudbě stále poněkud konzervativní. Také se zmínil o následujícím EP, které by mělo nést název Welcome in Africa.

## Seznam skladeb
| Pořadí | Název                                | Délka |
| ------ | ------------------------------------ | ----- |
| 1.     | Watereye                             | 3:12  |
| 2.     | Strange Noises and Beautiful Strings | 5:11  |
| 3.     | Epilog                               | 3:08  |
| 4.     | Eargasm                              | 3:06  |